# مقتطع صوتي
مُقتَطع صوتي او جانب من الحديث (soundbite) هو مقطع قصير من حوار أو موسيقى يتم استخرجه من قطعة صوتية أطول وغالبا ما يستخدم لترويج أو تجسيد القطعة كاملة، في سياق الصحافة، يتميز المُقتطع الصوتي بعبارة أو جملة قصيرة تلتقط جوهر ما كان يحاول المتحدث قوله وتُستخدم لتلخيص المعلومات وجذب القارئ أو المشاهد، تمت صياغة هذا المصطلح من قبل وسائل الإعلام الأمريكية في 1970 ومنذ ذلك الحين استخدم السياسيون مُقتطعات الصوت على نحو متزايد لتلخيص مواقفهم.
نظرا لإيجازها فغالبًا ما يلقي مُقتطع الصوت بظلاله على سياق أوسع تم استخدامه ويمكن أن تكون مضللة أو غير دقيقة، إدخال المُقتطات الصوتية في نشرات الأخبار أو الأفلام الوثائقية مُعرض للتلاعب مما يؤدي إلى الصراع على أخلاقيات الصحافة.

## التاريخ
الضغط الذي يمارسه المعلنين في 1960 و 1970 على صناعة التلفزيون الأمريكية لإنشاء مواد إخبارية ترفيهية جعلت المُقتطعات الصوتية مركز للتغطية السياسية، بدأ السياسيون في استخدام تقنيات العلاقات العامة لصياغة الصور الذاتية والشعارات التي من شأنها أن تتجاوب مع جمهور العرض التلفزيوني وتضمن انتصارهم في الحملات، وقد ابتكر مصطلح "المقتطع الصوتي" في أواخر 1970 قبل عدة سنوات من رئاسة رونالد ريغان الذي اشتهر بعبارات قصيرة لا تنسى مثل،"سيد غورباتشوف اهدم هذا الجدار!" بالإشارة إلى جدار برلين.
خلال الانتخابات الرئاسية الأمريكية لعام 1988 سلط المترشح مايكل دوكاكيس الضوء على دور المُقتطعات الصوتية والمستشارون البارزة في الحملات السياسية من خلال إدارة إعلان تجاري يسخر من منافسه جورج بوش الأب المكلف بتسوية خيبات الأمل على زلات مرشحه لمنصب نائب الرئيس دان كويل.

## الصحافة
تستخدم المقتطعات الصوتية في الصحافة لتلخيص موقف المتحدث ولزيادة اهتمام القارئ أو المشاهد بالمقالة، في كل من الصحافة المطبوعة والمرئية يتم وضع المقتطعات الصوتية جنبا إلى جنب بشكل تقليدي وتتخللها تعليقات من الصحفي لإنشاء مقالة إخبارية. من المتوقع أن يحتوي تقرير صحفي متوازن على مقتطع صوتي يمثل جانبي النقاش. ومع ذلك يمكن أن تؤدي هذه التقنية إلى انحياز في التقارير عندما يتم تحديد مقتطع صوتي لهدف الإثارة أو يستخدم لتعزيز وجهة نظر فرد أو مجموعة على أخرى.

## التأثير
في كتابه ذا ساوند بيت سوسايتي يجادل جيفري شوير بأن مقتطع الصوت كان ناتج عن قوة التلفاز المتزايدة على جميع وسائل الاتصال وأن الاتجاه الناتج عن مقتطفات قصيرة وجذابة من المعلومات له تأثير سلبي كبير على الخطاب السياسي الأمريكي. في المقابل يشعر بيغي نونان أن المقتطعات الصوتية اكتسبت دلالة سلبية ولكنها ليست سلبية بطبيعتها وأن ما نعتبره الآن على أنه مقتطعات صوتية تاريخية رائعة—مثل "الشيء الوحيد الذي يجب أن نخافه هو الخوف نفسه" وهي العبارة الأكثر شهرة في خطاب تنصيب فرانكلين دي روزفلت الأول —كانت أمثلة لمتحدثين فصحاء كانوا بلا وعي "وببساطة يحاولون بالكلمات التقاط جوهر الفكرة التي يرغبون في توصيلها."
تم انتقاد الاستخدام المتزايد للمقتطعات الصوتية في وسائل الإعلام وأدى إلى مناقشات حول أخلاق الصحافة والإعلام. وفقًا لمدونة الأخلاقيات من جمعية الصحفيين المحترفين فإنه يجب على الصحفيين " التأكد من أن العناوين الرئيسية والمواد الإخبارية والترويجية والصور ومقاطع الفيديو والتسجيلات الصوتية والرسومات والمقتطعات الصوتية والاقتباسات لا تُحرف، فينبغي ألا يبالغ الصحفيون في تبسيط الأحداث أو إلقاء الضوء عليها خارج سياقها"
على الرغم من هذا النقد إلا أنه يتم استخدام المقتطعات الصوتية على نطاق واسع من قبل الشركات والمجموعات التجارية ونقابات العمال والسياسيين، اعترف عضو مجلس الشيوخ جيم ديمينت بذلك بسهولة عندما قال " هناك سبب يجعل معظم السياسيين يتحدثون في مقتطعات صوتية مُنقحه: بمجرد التخلي عنها ستعرض نفسك للهجوم."

## أمثلة
- مزبلة التاريخ
- محور الشر
- اتحاد أقرب من أي وقت مضى
- خطاب إمبراطورية الشر
- اجعل أمريكا عظيمة مرة أخرى
- القدر المتجلي
- السلام في عصرنا
- اقرأ شفتي: لا ضرائب جديدة
- الصدمة والترويع
- الحرب على الإرهاب
- أسلحة الدمار الشامل